# Faith Domergue
Faith Domergue (ur. 16 czerwca 1924, zm. 4 kwietnia 1999) – amerykańska aktorka filmowa i telewizyjna.

## Życiorys

### Wczesne życie i kariera
Urodziła się w Nowym Orleanie. Kiedy miała 6 tygodni została adoptowana przez Adabelle Wemet. W 1926 roku Adabelle wyszła za Leo Domergue. W 1928 roku rodzina przeniosła się do Kalifornii, gdzie Domergue uczęszczała do Beverly Hills Catholic School i St. Monica's Convent School. Podczas studiów na University High School, podpisała kontrakt z wytwórnią filmową Warner Brothers i zadebiutowała w pierwszym filmie Blues in the Night (1941).
W 1941 roku nawiązała romans z milionerem Howardem Hughesem, mimo dużej różnicy wieku (ona miała 17, a on 36 lat). Jeszcze w tym samym roku oboje zaręczyli się potajemnie. Po ukończeniu studiów w 1942 roku, Domergue kontynuowała karierę filmową. Hughes wykupił jej kontakt z Warner Brothers i umożliwił podpisanie umowy z RKO Pictures. W 1950 roku zagrała w filmie Vendetta.
Pojawiała się później w wielu filmach, takich jak Where Danger Lives (1950), Santa Fe Passage (1955), To przyszło z głębin morza (1955), Ta wyspa Ziemia (1955) czy Cult of the Cobra (1955).
Poza USA, pojawiała się też w filmach włoskich, brytyjskich i jednym radzieckim (Voyage to the Prehistoric Planet, 1965). Grywała również w serialach telewizyjnych (m.in. Bonanza).

### Życie prywatne
Od 1941 roku, Domergue żyła w konkubinacie z Howardem Hughesem. Kiedy odkryła, że Hughes spotyka się też z innymi aktorkami, takimi jak Ava Gardner, Rita Hayworth oraz Lana Turner, rozstała się z nim. W 1972 roku wydała autobiografię My Life with Howard Hughes, w którym opisała swój związek z Hughesem.
W 1946 roku wyszła za wokalistę Teddy'ego Stauffera. Małżeństwo przetrwało sześć miesięcy. Jej kolejnym mężem był reżyser Hugo Fregonese, z którym miała dwoje dzieci. Małżeństwo to także zakończyło się rozwodem. W 1966 roku poślubiła Paolo Cossa. Małżeństwo przetrwało do jego śmierci w 1996 roku.
Faith Domergue zmarła na raka w 1999 roku.
W 2004 powstał film Aviator, będący biografią Howarda Hughesa. W rolę Domergue wcieliła się Kelli Garner.

## Wybrana filmografia[1]
- 1941: Blues in the Night
- 1946: Młoda wdowa (Young Widow)
- 1949: Apenas un delincuente
- 1950: Where Danger Lives
- 1950: Vendetta
- 1952: Pojedynek nad Silver Creek (The Duel at Silver Creek)
- 1953: The Great Sioux Uprising
- 1954: This Is My Love
- 1955: Santa Fe Passage
- 1955: Cult of the Cobra
- 1955: To przyszło z głębin morza (It Came from Beneath the Sea)
- 1955: Ta wyspa Ziemia (This Island Earth)
- 1955: Timeslip
- 1956: Soho Incident
- 1957: Man in the Shadow
- 1958: Il cielo brucia
- 1958: Escort West'
- 1963: California
- 1965: Voyage to the Prehistoric Planet
- 1967: Track of Thunder
- 1969: Una sull’altra
- 1969: L’amore breve
- 1970: The Gamblers
- 1971: Krwawe dziedzictwo (Blood Legacy)
- 1971: L’uomo dagli occhi di ghiaccio
- 1974: So Evil, My Sister
- 1974: Dom siedmiu zwłok (The House of Seven Corpses)
- 1976: Amore grande, amore libero